# Јурица Јерковић
Јурица „Јуре“ Јерковић (Сплит, ФНРЈ, 25. фебруар 1950 — Сплит, Хрватска, 3. јун 2019) био је фудбалер Хајдука, Цириха, Лугана и југословенски фудбалски репрезентативац.

## Каријера

### Сплит
Јерковић је фудбал почео да игра 1965. године у омладинској екипи Хајдука из Сплита. Као перспективни млади играч одлази једну сезону (1967-68) на позајмицу и каљење у НК Сплит. После повратка у Хајдук постаје незаменљиви члан прве једанаесторке Сплићана. Био је играч средине терена.
Са Хајдуком је освојио три титуле шампиона Југославије, 1970/71, 1973/74. и 1974/75. Такође је са Хајдуком пет пута узастопно тријумфовао у Купу Југославије, 1971/72, 1972/73, 1973/74, 1975/76. и 1976/77.
Са укупно 529 утакмица у дресу Хајдука налази се на шестом месту клупских рекордера НК Хајдука свих времена, док је са 219 постигнутих голова на десетом месту најбољих стрелаца свих времена.

### Швајцарска
После ових успеха и десет година проведених у тиму Мајстора са мора, Јерковић 1978. године одлази у Швајцарски клуб ФК Цирих. Са Цирихом 1981. године осваја швајцарско првенство и швајцарски Лига-куп. У првенственој сезони 1982/83. је био најбољи стрелац екипе са десет голова.

## Репрезентација Југославије
Јерковић јпрошао све репрезентативне селекције Југославије. Играо је за омладинску селекцију пет утакмица, за младу је одиграо четири утакмице и за сениорску репрезентацију је одиграо 42 утакмице и постигао је шест голова.
За репрезентацију је дебитовао 12. априла 1970. године на пријатељској утакмици против Мађарске у Београду (2:2).
Од репрезентативног дреса се опростио 29. новембра 1981. године на квалификационој утакмици за светско првенство против Грчке у Атини. Југославија је тада у гостима победила, головима Јерковића и Шурјака, са резултатом 2:1.
Јерковић је са репрезентацијом Југославије учествовао на светском првенству 1974. у Немачкој и светском првенству 1982. у Шпанији, мада у Шпанији није одиграо ни једну утакмицу, већ је био на клупи за резерве.
Такође је играо и на завршном турниру Европског првенства 1976. године одржаног у Југославији

### Голови за репрезентацију
| # | Датум              | Место          | Противник       | Резултат | Такмичење                 |
| - | ------------------ | -------------- | --------------- | -------- | ------------------------- |
| 1 | 4. април 1971.     | Сплит          | Холандија       | 2 – 0    | Квалификације за СП 1974. |
| 2 | 18. јул 1971.      | Рио де Жанеиро | Бразил          | 2 – 2    | Пријатељска               |
| 3 | 29. јун 1972.      | Бело Хоризонте | Шкотска         | 2 – 2    | Пријатељска               |
| 4 | 29. мај 1974.      | Стони Београд  | Мађарска        | 2 – 4    | Пријатељска               |
| 5 | 23. март 1977.     | Београд        | Совјетски Савез | 2 – 4    | Пријатељска               |
| 6 | 29. новембар 1981. | Атина          | Грчка           | 2 – 1    | Квалификације за СП 1982. |